# Aitutaki

Aitutaki também conhecido como Araura, Ararau ou Utataki é uma das Ilhas Cook, fica ao norte de Rarotonga. Tem aproximadamente 2.000 habitantes. Aitutaki é a segunda mais visitada, das Ilhas Cook.
A capital (vila principal), é Arutanga e fica na parte oeste da ilha.

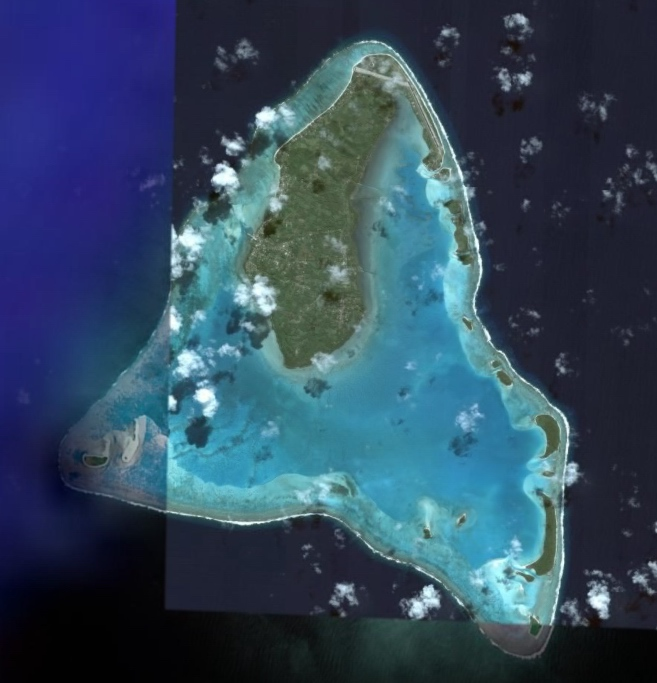
Aitutaki